# Sunny Clapp
Charles „Sunny“ Clapp (auch Sonny Clapp, * 5. Februar 1899 in Battle Creek (Michigan); † 9. Dezember 1962 in San Fernando, Kalifornien) war ein US-amerikanischer Jazz- und Unterhaltungsmusiker (Posaune, auch Altsaxophon, Klarinette), der als Songwriter, Arrangeur und Leiter einer Territory Band aktiv war.

## Leben
Sunny Clapp spielte ab Ende der 1920er-Jahre u. a. mit Jimmy McHughs Bostonians („Baby!“) und Blue Steele. 1929 trat er mit seiner Territory Band, Sunny Clapp and His Band o'Sunshine vorwiegend in Texas auf. Zu seiner Band gehörte u. a. Sidney Arodin. Zwischen 1929 und 1931 nahm Clapp mit seiner Band für die Label Okeh Records und RCA Victor in San Antonio, Camden (New Jersey) und in New York City auf. darunter „Girl of My Dreams“, „Learn to Croon“, „When My Baby Smiles at Me“, „Treat Me Like a Baby“  (1931, von Andy Razaf) und „Come Easy, Go Easy“ (1931, mit Hoagy Carmichael). Des Weiteren war Clapp in dieser Zeit auch mit Roy Wilson and His Georgia Crackers für Einspielungen im Studio.
Clapps wohl bekannteste Komposition „(I Found a) Girl of My Dreams“ wurde u. a. von Blue Steele, später auch von Perry Como, Vic Damone, Dizzy Gillespie, Jackie Gleason, Etta James, Guy Lombardo und von Charles Mingus bei den Sessions für sein Album Mingus Ah Um (1959) gecovert und fand Verwendung als Filmmusik, u. a. in der TV-Serie Petticoat Junction. Weitere Songs von Klapp waren „Bundle of Southern Sunshine“ (Okeh 1929), „I'd Trade My Air Castles for a Love Next and You“ (mit T. J. McWilliams), „Remember I Love You“ und „Sugar Babe, I’m Leavin’!“ (aufgenommen von Blues Steele, Victor 20971).